# Hahót, Zala
Hahót  este un sat în districtul Nagykanizsa, județul Zala, Ungaria, având o populație de 1.110 locuitori (2011). 

## Demografie
Componența etnică a satului Hahót
     Maghiari (95,8%)
     Romi (3,13%)
     Alții (1,08%)
Componența confesională a satului Hahót
     Romano-catolici (75,77%)
     Reformați (1,71%)
     Fără religie (1,35%)
     Necunoscută (19,82%)
     Alte religii (1,35%)
Conform recensământului din 2011, satul Hahót avea 1.110 locuitori. Din punct de vedere etnic, majoritatea locuitorilor (95,8%) erau maghiari, cu o minoritate de romi (3,13%).  Din punct de vedere confesional, majoritatea locuitorilor (75,77%) erau romano-catolici, existând și minorități de reformați (1,71%) și persoane fără religie (1,35%). Pentru 19,82% din locuitori nu este cunoscută apartenența confesională.